# ダイアナ (靴販売業者)
ダイアナ株式会社（DIANA Co., Ltd.）は、日本国内で主に女性用の靴やバッグを販売するブランドショップ「DIANA」などを運営する企業である。
セレクトショップとは異なり、ほとんどの商品の企画やデザインを自社で行っている「専門店」である。

## 概要
1940年（昭和23年）に、東京都の銀座すずらん通りに開業した。当時は輸入した婦人靴を販売する専門店として展開されていた。
1957年（昭和32年）に銀座通りに2件目の店舗を開業して以来、現在では日本国内で80店舗以上を数えるに至る。
メインブランドである「DIANA」以外にも、セカンドブランドとして店舗やオンラインショッピングモールに出店している「Artemis by DIANA」、主に百貨店に出店している「TALANTON by DIANA」、スニーカーを中心に展開している「+diana」などのブランドを展開している。

## 歴史
- 1940年（昭和23年） - 東京都の銀座すずらん通りに開業
- 1953年（昭和28年） - 「株式会社ダイアナ靴店」開業
- 1954年（昭和29年） - 銀座通り7丁目に店舗を構える
- 1957年（昭和32年） - 銀座通りに2件目の店舗を開業
- 1960年（昭和35年） - 銀座6丁目に店舗を開業し、本店・本社とする
- 1977年（昭和52年） - シャルル・ジョルダンのフランチャイズショップを開店
- 1978年（昭和53年） - 本社を原宿に移転
- 1987年（昭和62年） - フランスのロベール・クレジュリー社と技術提携を行い、商品の生産・販売を開始
- 1988年（昭和63年） - 社名を「ダイアナ株式会社」に変更
- 2004年（平成16年） - 靴の修理を行う子会社「R・F・アルマーク株式会社」を設立
- 2011年（平成23年） - オンラインショップと店舗の会員制度を一元化したシステム「ダイアナモバイルメンバーズ」の適用を開始
- 2012年（平成24年） - 女性用靴専門店業界で初めて「ISO10002」を取得
- 2014年（平成26年） - 「ISO9001」を取得[2]
- 2015年（平成27年） - 経済産業省主催第9回製品安全対策優良企業表彰において優良賞を受賞[3]

## エピソード
- 1960年に、美智子皇太子妃（現・上皇后）に靴を納品した[4]。
- 1990年にフィリピンのバギオ大地震の際、救済チャリティを開催し、当時のアキノ大統領より令状が届けられた。
- 2013年に公開された新海誠監督のアニメーション映画「言の葉の庭」に、DIANAの実在の商品が登場した[5]。
- 2019年に放送、配信された日本版ドラマ「僕はまだ君を愛さないことができる」（フジテレビ系、FOD）では実際にダイアナ原宿店を使用して撮影が行われた。
- 新型コロナウイルスの感染拡大に伴い、医療従事者に感謝の意を示す動きの一つである「ブルーレザープロジェクト」に参画した[6]。